# リエンツ郡

リエンツ郡
Bezirk Lienz

リエンツ郡（リエンツぐん、独: Bezirk Lienz）は、オーストリアのチロル州にある郡（Bezirk; 行政管区とも訳される）。郡庁所在地はリエンツ。
一郡で北チロルとは飛地になっている東チロル（Osttirol; オストチロル）全域を占める。面積はチロル州で最も大きい2,019.87 km²、人口は2001年5月15日時点で50,404人。
北でザルツブルク州のツェル・アム・ゼー郡と、東でケルンテン州のシュピッタール・アン・デア・ドラウ郡と、南東で同じくケルンテン州のヘルマゴール郡と接する。西から南にかけてはイタリア・トレンティーノ＝アルト・アディジェ州ボルツァーノ自治県（旧南チロル）との国境となっている。
リエンツ郡には以下の33の市町村（Gemeinde; ゲマインデ）がある。そのうちリエンツが市（Stadt）に、3つが町（Marktgemeinde; 市場町）に指定されている。

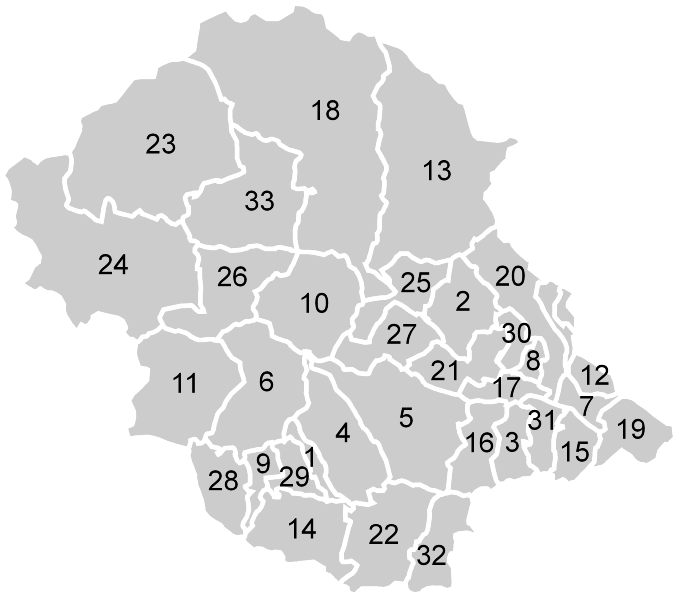
リエンツ郡の市町村区画図。番号は一覧と対応している。

1. アブファルターザハ Abfaltersbach
2. アイネト Ainet
3. アムラッハ Amlach
4. アンラス Anras
5. アスリング Assling
6. アウサーフィルグラーテン Außervillgraten
7. デールザッハ Dölsach
8. ガイムベルク Gaimberg
9. ハインフェルス Heinfels
10. ホップフガルテン・イン・デフェレッゲン Hopfgarten in Defereggen
11. インナーフィルグラーテン Innervillgraten
12. イゼルスベルク＝シュトローナッハ Iselsberg-Stronach
13. カルス・アム・グロースグロックナー Kals am Großglockner
14. カルティッチュ Kartitsch
15. ラヴァント Lavant
16. ライザッハ Leisach
17. リエンツ Lienz （市）
18. マトライ・イン・オストティロール Matrei in Osttirol （町）
19. ニコルスドルフ Nikolsdorf
20. ヌスドルフ＝デーバント Nußdorf-Debant （町）
21. オーバーリエンツ Oberlienz
22. オーバーティリアッハ Obertilliach
23. プレーグラーテン・アム・グロースヴェネーディガー Prägraten am Großvenediger
24. サンクト・ヤコプ・イン・デフェレッゲン St. Jakob in Defereggen
25. サンクト・ヨハン・イム・ヴァルデ St. Johann im Walde
26. サンクト・ファイト・イン・デフェレッゲン St. Veit in Defereggen
27. シュライテン Schlaiten
28. シリアン Sillian （町）
29. シュトラッセン Strassen
30. トゥルン Thurn
31. トリースタッハ Tristach
32. ウンターティリアッハ Untertilliach
33. フィルゲン Virgen